# Taishi Sunagawa
Taishi Sunagawa (født 20. januar 1990) er en japansk professionel fodboldspiller.
Han har spillet for flere forskellige klubber i sin karriere, herunder FC Ryukyu.